# L-Acoustics
L-Acoustics ist ein französischer Hersteller von Lautsprechern, Verstärkern und Netzwerktechnik. Der Hauptsitz von L-Acoustics befindet sich in Marcoussis, südlich von Paris, jedoch gibt es auch Firmensitze in London, Los Angeles und Singapur.

## Geschichte
Im September 1984 gründete Christian Heil, Physiker auf dem Gebiet der Elementarteilchen mit einem Interesse an der Akustik, das elektroakustische Ingenieurbüro C.HEIL.TEA, das später in L-Acoustics umbenannt wurde. 1989 brachte das Unternehmen den MTD115, einen Koaxiallautsprecher auf den Markt.
1992 entwickelten Heil und sein Team Line-Array-Lautsprecher mit ihrem V-DOSC-System, welche die Wavefront Sculpture Technology (WST)-Theorie des Unternehmens nutzen. Basierend auf Prinzipien, die Heil und der Physiker Marcel Urban entwickelt haben, wurde für die WST fünf Kriterien für Design und Einsatz von Line-Arrays definiert. Dabei wurde ein patentierter DOSC-Wellenleiter, das erste Hochfrequenzgerät, das einen rechteckigen, planaren Ausgang mit konstanter Phase erzeugen konnte, verwendet.
Obwohl Heil die dem Line-Array zugrunde liegende Theorie nicht erfunden hat, resultierten seine Forschungs- und Designarbeiten letztlich in dem V-DOSC-System. Heute haben die meisten Hersteller professioneller Audiolautsprecher das Line-Array-Modell für ihre Touring-Systeme übernommen.
L-Acoustics führte später weitere Produkte ein, wie das ARCS Constant Curvature Array (1995), die modulare Linienquelle dV-DOSC (1999), Kudo mit variabler K-Louver-Richtwirkung (2005), selbstbetriebene Koaxiallautsprecher der P-Serie (2006), den SB28-Subwoofer mit Laminar-Entlüftungsöffnungen sowie die Verstärker LA4 und LA8 (2007). Das Unternehmen führte außerdem 2004 die Simulationssoftware Soundvision ein, mit der 3D-Akustikmodelle potenzieller Systeme, mit den eigenen Produkten erstellt werden können.
2008 wurde 15 Jahre nach der Einführung von V-DOSC, das K1-System eingeführt, welches hauptsächlich für die Anwendung auf Festivals und Stadien entwickelt wurde. Die ersten verkauften K1-Systeme wurden nur von wenigen Firmen vertrieben, die sich bereit erklärten, am K1/Kudo-Pilotprogramm des Herstellers teilzunehmen und dem Entwicklungsteam von L-Acoustics Feedback gaben.
2010 stellten sie die Kara- und Kara(i) WST-Line-Arrays sowie die SB18- und SB18i-Subwoofer vor.
Das K1-Stadion-Line-Array-System wurde am 22. Oktober 2010 bei der 10. jährlichen Parnelli-Preisverleihung mit dem Hauptpreis für „Unverzichtbare Technologie – Audio“ ausgezeichnet. 2014 erhielt das K2 den Prolight + Sound International Press Award.
L-Acoustics ist ein Pionier mit seiner proprietären L-ISA-Technologie im Bereich immersiver Sound für Live-Events. Die Technologie wurde bei vielen bekannten Veranstaltungen eingesetzt, von der Expo 2020 in Dubai bis zu Adeles Auftritt im Las Vegas Colosseum, Katy Perrys Play in der Resorts World Las Vegas und der Bon Ivers Tournee 2022.
Zuletzt stellte L-Acoustics 2023 während ihrer Präsentation im Hollywood Bowl die L-Serie vor, ein neues Konzept und eine neue Familie von Line-Arrays, die eine erhebliche Reduzierung von Gewicht, Größe und Aufbauzeit bieten. Mit der Einführung von L-ISA 3.0 wurde außerdem ein wichtiges Update des immersiven Ökosystems von L-Acoustics angekündigt. Das L2 erhielt auf der ISE-Messe 2024 in Barcelona die Auszeichnung „Best of Show“.